# ورم أرومي نجمي

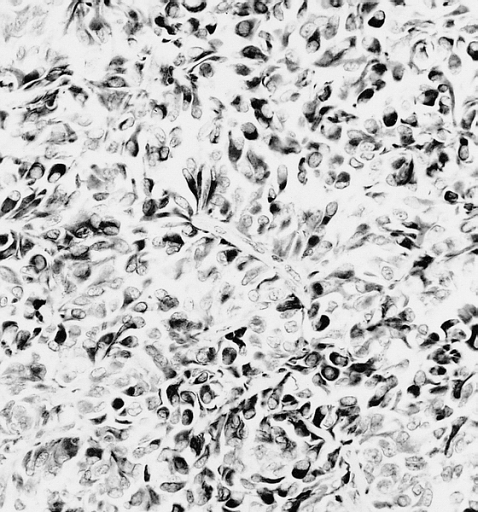
الورم الأرومي النجمي

الورم الأرومي النجمي هو ورم دبقي نادر مشتق من الأرومة النجمية، وهو نوع من الأورام التي تشبه خلاياه خلايا الورم الأرومي الدبقي متعدد الأشكال والخلايا النجمية. يتوضع الورم الأرومي النجمي عادة في المنطقة فوق البطينية من الدماغ التي تضم المخ، وهي المنطقة المسؤولة عن جميع الحركات الإرادية في الجسم. يظهر أيضًا بشكل كبير في الفص الجبهي والفص الجداري والفص الصدغي، وهي المناطق المسؤولة عن الحركة وتشكيل اللغة وإدراك الذاكرة والبيئة المحيطة. قد تظهر هذه الأورام في مناطق الدماغ الرئيسية الأخرى، بما في ذلك المخيخ والعصب البصري وذنب الفرس والوطاء وجذع الدماغ.
أكثر الأعراض الجسدية تحديدًا للورم الأرومي النجمي، بغض النظر عن الموقع، هو ارتفاع الضغط داخل الجمجمة، والذي يحدث عندما يُظهر السائل الدماغي النخاعي في مساحة الأم العنكبوتية ضغطًا شديدًا وانخفاضًا في تدفق الدم، مما يؤدي إلى صداع نابض أو غثيان. على الرغم من الانتشار واسع النطاق في الدماغ، نادرًا ما تبلغ دراسات الأورام عن الورم الأرومي النجمي، إذ يمثل 0.45 -2.8% فقط من جميع الأورام الدبقية في الدماغ منذ اكتشافه في عام 1926. يعد الورم الأرومي النجمي أحد أكثر الأورام صعوبةً وإشكاليةً في التشخيص والعلاج بين جميع أنواع سرطانات الجهاز العصبي.

## الأنواع الفرعية
يمكن تقسيم الورم الأرومي النجمي إلى أورام منخفضة الدرجة جيدة التمايز وأنواع فرعية كشمية عالية الدرجة. تكون غالبية الأورام بشكل كروي، ومحتوى صلب أو كيسي داخلي، ويشتمل على أوعية دموية طرفية وأورام ظهارية.

### علم الأمراض العام
منذ أوائل تسعينيات القرن التاسع عشر، شكلت المعلومات المتوفرة عن الورم الأرومي النجمي مجموعة مستقرة من الصفات المرضية التي تميز الورم كنوع منفصل وهام. تكشف تجميعات تقارير الحالات المختلفة عن الخصائص المشتركة التالية:
- يظهر الورم بشكل «فقاعي» في طبيعته
- مستقطب، وأحادي القطب في هيكله
- يمتلك توعية دموية محيطية
- ذو ترتيب شعاعي بشكل الوردة الكاذبة
- منشط مناعي لـ GFAP والفيمنتين (يدعم الأصل النجمي)
- يفتقر إلى التركيب الهيكلي للوردة الحقيقية
- يفتقر إلى التماسك الهيكلي
- يأخذ شكل الورم الحليمي الكاذب الصلب
- يتوضع في الغالب في نصفي الكرة المخية
- ينمو بشكل عقدي غير جراحي
- يترافق مع أوعية دموية ترابطية قوية
- يترافق مع وجود تليف نسيجي
- يترافق مع احتمالية عالية لتكوين الأوعية الدموية
- يترافق مع احتمالية منخفضة للانتشار نحو مناطق أخرى من الدماغ

### علم الأمراض غير الطبيعي
إلى جانب الخصائص المرضية المعروفة، اكتشف العلماء بعض الخصائص غير الطبيعية للورم الأرومي النجمي في مجموعة متنوعة من المرضى. لوحظ وجود تكلس ضخم مع سمات نقطية (مدببة) وكروية في دراسة أجريت عام 2009 على فتاة تبلغ من العمر 12 عامًا. أكد التصوير المقطعي المحوسب هذه الكتل المتكلسة في المنطقة السفلية للبطين الرابع فوق خط الوسط مباشرة. بدأت الكتلة من جذع الدماغ، وامتدت على طول دعامة المخيخ السفلية إلى مناطق السقف مقابل البطينين من خلال عقدة الدودة، ويمكن اكتشافها بسهولة مقابل المادة الرمادية المحيطة بها. التكلس الناجم عن أورام الجهاز العصبي هو صفة نادرة لدى مرضى الورم الأرومي النجمي، ولكن مع ذلك يسهل التعرف عليه. الألم القطني وضعف الجزء السفلي من الجسم أمر نادر أيضًا في مرضى الورم الأرومي النجمي، على الرغم من أنه من الممكن أن تنقسم الكتلة الورمية وتتوجه نحو النخاع الشوكي.

### الارتباط بأورام أخرى
من الصعب جدًا تصنيف الأورام الأرومية النجمية نظرًا لتداخل سماته مع أورام الدماغ الأخرى. تميز بعض السمات الشعاعية العصبية الورم الأرومي النجمي عن الورم البطاني العصبي الشائع، وهو ورم آخر متكرر يحدث في البطين الرابع. بشكل عام، عندما تكون آفات الدماغ أصغر من الدرجة الأولى، يكون التفريق بين هذه الأورام شبه مستحيل، وسيختلط الورم الأرومي النجمي بالأورام الدبقية والخلايا النجمية عالية التمايز والأورام الجنينية. ومع ذلك، يكون المظهر «الفقاعي» في الورم الأرومي النجمي مميزًا له تمامًا.
أكد الباحثون أيضًا أن الورم الأرومي النجمي متميز عن ورم الدبقيات قليلة التغصُّن، وهو عبارة عن أكياس عقيدية غازية قد تشبه الجزء «الفقاعي» في الورم الأرومي النجمي. تعد أورم الخلايا الصفراء المتضخمة متعدد الأشكال، وأورام الظهارة العصبية، والورم النجمي الشعري صغير الخلايا، والورم الأروم ياوعائي أورامًا سرطانية طفلية مدروسة جيدًا، وغالبًا يُخلط بينها وبين الورم الأرومي النجمي. ومع ذلك، أكدت دراسات علم الأنسجة الأخيرة وجود هياكل وخصائص خاصة ينفرد بها الورم الأرومي النجمي. وفر التقدم في علم الأنسجة في القرن الحادي والعشرين التشخيص المناسب، مما أدى إلى حل المشاكل التي شكلت عقبة في طريق تشخيص هذا الورم لعدة عقود.
تشير الأبحاث التي تعود إلى أوائل عام 2000 إلى المضاعفات الأولى لدراسات التصوير الشعاعي والتشريح المرضي. بحسب دراسة على سبع حالات من الورم الأرومي النجمي بطريقة التهجين الجيني المقارن، وهي تقنية جزيئية لتحليل التغيرات الصبغية في محتوى الحمض النووي لخلايا سرطان الدماغ، اقترحت وجود تضخم في الكروموسوم 19 والكروموسوم 20q في خلايا الورم الأرومي النجمي في جميع أنحاء الدماغ. تُعتبر هذه السمات الجينومية مسؤولة عن الانتشار الواسع والتسرطن وتحرير المسارات المرتبطة بالانتقالات الورمية. علاوة على ذلك، لم يلاحظ غياب وظيفة الكروموسوم في 9q و10 وX في أنواع أخرى من الأورام، مثل الورم البطاني العصبي.
يوجد علامات عصبية محددة تميز الورم الأرومي النجمي. قد يكون الورم الأرومي النجمي إيجابي الإينولاز الخاص بالخلايا العصبية (NSE)، أو سلبي الإينولاز الخاص بالخلايا العصبية، أو سلبي السينابتوفيزين، أو سلبي الخيوط العصبية، أو إيجابي الـ TUJ1، أو إيجابي النستين، مما يدل على وجود آمال كبيرة في العلاج باستخدام الخلايا الجذعية العصبية.

## الأعراض والعلامات
تظهر على غالبية مرضى الورم الأرومي النجمي مجموعة محدودة من الأعراض الجسدية والفسيولوجية. تكشف الحالات النادرة في الأدبيات عن حالات غير نمطية، لكنها غالبًا ما تكون حصرية للفرد ولا تشير إلى اتجاه واسع الانتشار. مع استمرار البحث، يمكن تقييم مجموعة أكبر من الأعراض بشكل صحيح في العيادات.

### ارتفاع الضغط داخل الجمجمة
يعاني معظم المرضى من سلسلة من الصداع المتقطع على مدى بضعة أسابيع أو ضغط قوي ومستمر في غضون أيام. يختلف الإطار الزمني لهذا الضغط من مريض لآخر ويتقلب بناءً على مرحلة الورم. يمكن أن يُظهر الورم الأرومي النجمي منخفض الدرجة وعالي الدرجة صداعًا شديدًا، على الرغم من أن الأدبيات تدعم أن الورم الأرومي النجمي عالي الدرجة يؤثر على المريض في الأنشطة اليومية، مما يجبر الأفراد على البقاء في المنزل بعيدًا عن وظائفهم وعائلاتهم. يشوه الورم الأرومي النجمي الخبيث وظيفة مناطق الدماغ المحيطة، وارتفاع الضغط داخل الجمجمة هو النتيجة الأولية لذلك.

### النعاس المتزايد
إلى جانب الضغط في الجمجمة، يُظهر المرضى خمولًا ملحوظًا، وتزداد شدته مع تقدم الورم. في الأشهر القليلة الأولى، عادة ما تكون الأنشطة الصباحية غير متأثرة؛ بمرور الوقت، تصبح هذه التأثيرات أكثر وضوحًا، خاصة في وقت متأخر من الليل. قد يؤدي الخمول إلى تعطيل العلامات الحيوية واستنفاد الطاقة والرغبة في أداء المهام الإدراكية البسيطة.

### الغثيان المتكرر
تتناقص الرغبة في تناول الطعام مع مرور الوقت، مما يؤدي إلى فقدان الوزن نتيجة القيء. يُلاحظ الغثيان في جميع حالات الورم الأرومي النجمي تقريبًا، خاصةً في الأورام منخفضة الدرجة.

### ضعف البصر
يحدث عجز الرؤية عادة عندما تنمو الآفات في الفص القذالي للدماغ، مما يسبب ضبابية وحساسية للضوء عند المرضى. يصبح التركيز على الأشياء الدقيقة واكتشاف الحواف والحدود تحديًا بالنسبة لهم. تعتبر القيادة خلف عجلة القيادة أمرًا خطيرًا نظرًا لتأثر الرؤية المحيطية بامتداد الورم. قد تحدث الرأرأة الأفقية واضطرابات العين اللاإرادية الأخرى.

### اختلال وضعف الجهاز الحركي
تشير التقارير المتكررة إلى أن المراهقين والبالغين المصابين بالورم الأرومي النجمي من الدرجة الثالثة والرابعة يسقطون بشكل متكرر حتى قبل أن يصلوا إلى عيادة الطبيب. تتضاءل اليقظة عند المشي بشكل طبيعي، مما يجبر المرضى على إظهار أنماط مشية غير ملائمة لتجنب اختلال التوازن.

### ضعف الإحساس
نظرًا لأن الجهاز الحركي قد يتضرر في الحالات الشديدة، فإن الانتشار الخبيث للورم الأرومي النجمي في جميع أنحاء الجسم قد يضغط أو يشل الحبل الشوكي، مما يقلل الإحساس في الأطراف العلوية والسفلية.

### النوبات الصرعية
لوحظ حدوث نوبات صرعية في المرضى الأكبر سنًا المصابين بورم أرومي نجمي.

### نوبات ذهانية
تبين أن الورم الأرومي النجمي من الدرجة الثالثة والرابعة يغيران الاستقرار العقلي للمريض تدريجيًا. تضعف الهلوسة الإدراك لدرجة أن المرضى يعانون من فقدان الهوية. لكنه أمر غير شائع عمومًا.

### الاضطرابات المعرفية
يعد الهياج، والعدوانية، وفقدان الذاكرة، والعجز العصبي، وعدم الانتباه في المهام اليومية من أكثر أشكال الاضطرابات المعرفية شيوعًا للمريض. يتأثر الاتصال اللفظي، ولكن عادة لا يصل إلى النقطة التي يمكن للأصدقاء المقربين اكتشاف أن المريض يعاني من ضعف إدراكي.